# Albizia julibrissin
Espèce
Synonymes
- Acacia julibrissin Willd.
- Acacia nemu Willd.
- Albizia nemu (Willd.) Benth.
- Feuilleea julibrissin (Durazz.) Kuntze
- Mimosa julibrissin (Durazz.) Scop.
- Mimosa speciosa Thunb.
- Sericandra julibrissin (Durazz.) Raf.

Albizia julibrissin, communément appelé Albizia, Arbre à soie, Acacia de Constantinople ou Mimosa de Constantinople, est une espèce de plantes à fleurs de la famille des Fabacées. C'est un arbre à feuillage caduc originaire d'Asie de l'Est et du Sud. Il a été répandu par l'homme sur presque tous les continents. Apprécié pour ses qualités ornementales, cet albizia possède une floraison très décorative sous forme de pompons roses et son feuillage découpé ainsi que son port étalé lui permettent de fournir un ombrage léger.
Sa capacité à se naturaliser facilement, doublée d'une reproduction intensive à la fois sur un mode sexué et asexué, ont toutefois rendu cette plante envahissante dans plusieurs régions du monde, notamment aux États-Unis.

## Nomenclature et étymologie
Le médecin et botaniste italien Antonio Durazzini (1740-1810) a été le premier à décrire l’espèce sous le nom de Albizia julibrissin en 1772, dans Magazzino toscano 3(4): 13–14, pl. [opposite p. 1]. 1772. Il a dédié le nom du genre Albizia à Filipo degli Albizzi, marquis de Catelnuovo (1724-1789), naturaliste italien, qui aurait introduit Albizia julibrissin en Italie à partir de l’Asie de l’Ouest (Iran ou Turquie).
L’épithète spécifique julibrissin dérive du turc gül ibrisim, du persan گل ابریشم  – gul-i abrîsham, « fleur de soie », dérivé de gul « fleur, rose » et abrisham, « soie », en référence aux étamines fines et soyeuses. L’arbre a été introduit d’Istambul au XVIe siècle.

## Synonymes
Selon POWO, Albizia julibrissin possède 4 synonymes homotypiques :
- Acacia julibrissin (Durazz.) Willd. in Sp. Pl., ed. 4. 4: 1065 (1806)
- Feuilleea julibrissin (Durazz.) Kuntze in Revis. Gen. Pl. 1: 188 (1891)
- Mimosa julibrissin (Durazz.) Scop. in Delic. Fl. Faun. Insubr. 1: 18 (1786)
- Sericandra julibrissin (Durazz.) Raf. in Sylva Tellur.: 119 (1838)

## Description morphologique

### Appareil végétatif
C'est un arbre qui peut atteindre 3 à 15 m de haut avec un houppier en couronne étalée. Le plus grand spécimen mesuré en 2006 atteignait 20 m de hauteur et sa couronne s'étalait sur 24,5 m d'envergure. La circonférence du tronc à 1 m de hauteur est de 1,95 m. Cette moyenne, mesurée sur les individus de la forêt tropicale située dans le piémont himalayen au niveau de la division de Garhwal, peut être dépassée, notamment par le tronc de l'individu record susnommé qui atteignait 2,62 m de circonférence à 1 m.
L'écorce de cet arbre est fine, de couleur gris-vert puis grise, presque lisse, avec des lenticelles blanchâtres. Elle a tendance à former des stries longitudinales en vieillissant. Les racines forment des nodosités capables de fixer le diazote de l'atmosphère en symbiose avec des bactéries appartenant notamment aux genres Bradyrhizobium, Mesorhizobium et Rhizobium.
Ses feuilles, caduques, sont de disposition alternes. Très grandes, elles sont composées bipennées, c'est-à-dire qu'elles sont découpées en grandes folioles elles-mêmes découpées en petites foliolules, qui sont souvent prises pour des feuilles. La feuille entière est longue de 15 à 40 cm, voire 50 cm et large de 12 à 25 cm[réf. nécessaire]. Elles sont paripennées, ce qui signifie que folioles et foliolules se présentent en nombre pair. Le nombre de folioles varie de 4 à 12 paires, mais peut atteindre 20 paires chez certains cultivars. Le rachis des feuilles et des folioles présente parfois une glande localisée à 1 ou 2 cm de sa base,.
Chaque foliole est découpée en 10 à 30 paires de foliolules qui ont une dizaine de millimètres de longueur (de 6 à 18 mm), quelques millimètres de largeur (de 2 à 7) et présentent une nervure principale excentrée vers la marge située du côté terminal de la foliole,,,. Ces foliolules ont une forme oblongue tronquée à la base et sont souvent courbées dans la longueur. Elles sont glabres, sauf au niveau des marges qui portent parfois des cils. Le rachis portant folioles et foliolules présente des stipules caduques, de forme allongée, plus petites qu'une foliole (en général 7 ou 8 mm de longueur),.

### Appareil reproducteur
Les inflorescences sont de couleur blanc rosé, rose pâle ou rose-rouge. Elles sont isolées ou en grappe de deux ou trois et situées à l'extrémité des rameaux. Ce sont des panicules denses portées par un pédoncule de 3,5 à 7 cm de longueur. Une panicule comprend de 15 à 25 fleurs réunies en forme de pompon.
Chaque fleur est portée par un pédicelle de 1 à 2 mm de longueur, précédé par une bractée de forme linéaire longue de 3 à 6 mm. La longueur d'une fleur isolée varie de 2,5 à 6 cm. La fleur débute par un calice composé de sépales soudés en tube, non colorés, mesurant de 3 à 4 mm de longueur et s'achevant par cinq dents très courtes, triangulaires. La corolle est réduite : elle est formée de pétales soudés en tube, non colorés, mesurant environ 8 mm de longueur, et dont les 1,5 à 3 derniers millimètres sont libres et forment cinq lobes triangulaires,.
Ces fleurs sont hermaphrodites. Les organes reproducteurs mâles sont constitués d'un grand nombre d'étamines de 2 à 3 cm de long,. Leurs longs filets sont filiformes, blancs à la base, et leur extrémité d'un rose plus ou moins soutenu soutient une anthère très petite. Les filets des étamines sont soudés entre eux à leur base, formant un tube staminal, plus long dans les fleurs centrales que dans les fleurs périphériques. La partie femelle est composée d'un pistil à un seul carpelle, constituant un ovaire uniloculaire, de forme un peu aplatie, contenant plusieurs ovules. Le style, filiforme et non coloré, soutient un stigmate très petit.
Le fruit est une gousse plate, linéaire, de 8 à 20 cm de long et d'1,5 à 3 cm de large. D'abord de couleur verte, cette gousse brunit en mûrissant puis, après dispersion des graines, sa couleur tourne au marron léger et sa consistance devient papyracée. Chaque gousse contient de 5 à 16 graines, le plus souvent de 8 à 12. Ces graines de forme ovale deviennent marron en murissant. Elles mesurent de 6 à 12 mm de longueur pour 3 à 6 mm de largeur.

## Caractéristiques biologiques

### Reproduction
La reproduction se fait généralement par voie sexuée par le biais des fleurs, des fruits, et des graines, mais si les parties aériennes sont coupées ou blessées, il peut y avoir une reproduction asexuée par formation de rejets à partir des racines. Chez cette espèce, la formule chromosomique est 2n = 26.
La floraison a lieu à la fin du printemps et en été, entre mai et juillet dans l'hémisphère nord,. La pollinisation est entomogame ; une autofécondation est impossible. La fécondité de cette espèce est importante, car la production de graines peut atteindre 8 000 graines par individu et par an.
La fructification se déroule entre août et octobre, parfois novembre,.

### Croissance
La durée de vie de l'albizia est variable. Aux États-Unis, elle dépasse rarement 25 ans du fait d'une infection des racines par un champignon du genre Fusarium (voir le paragraphe "Rôle écologique") et s'étale le plus souvent dans une fourchette allant de 10 à 20 ans. Par contre, dans son aire de répartition d'origine, notamment en Corée, sa durée de vie varie généralement entre 30 et 45 ans.

### Nasties

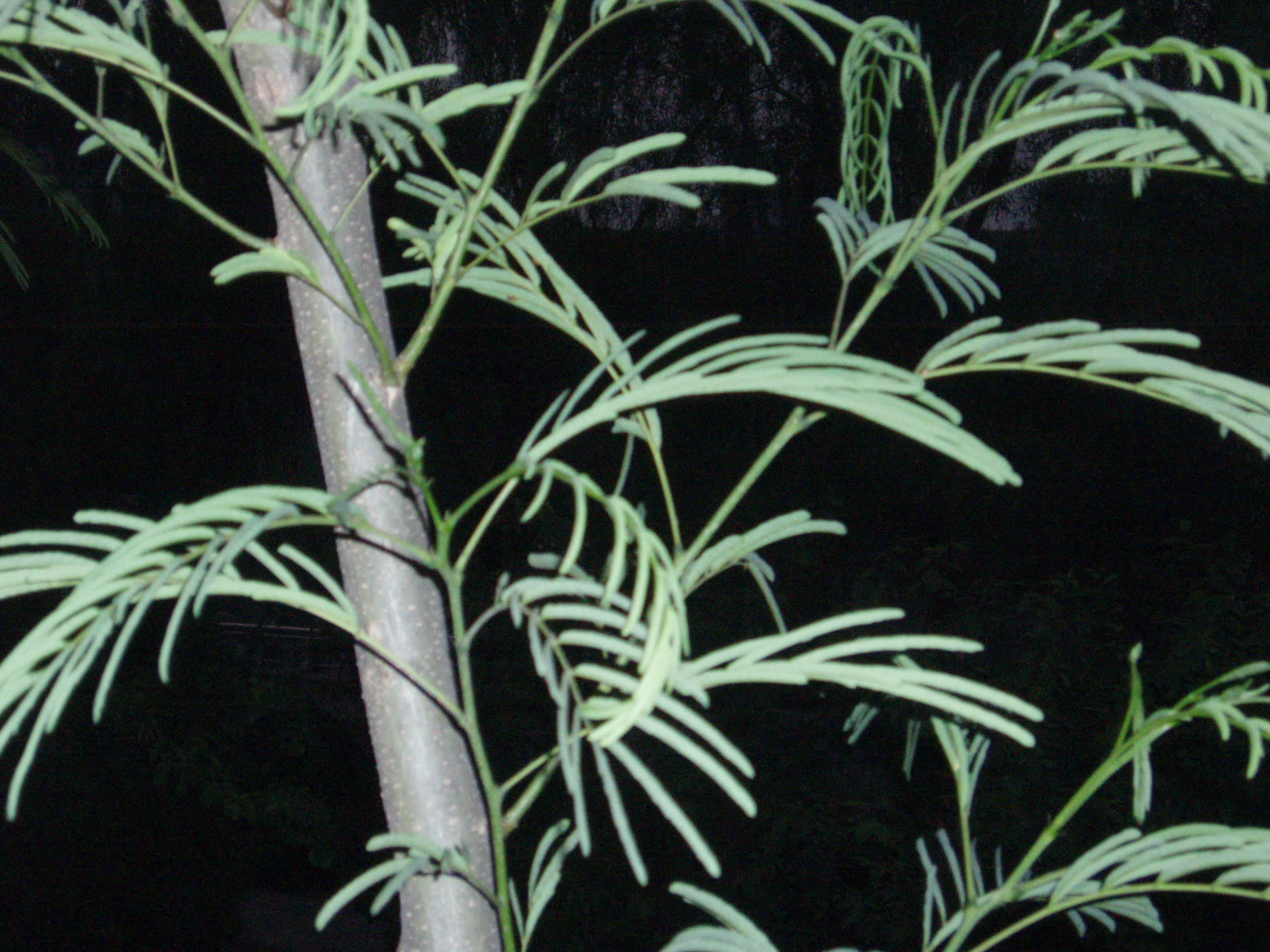
Les feuilles se referment doucement chaque soir.

Les paires de foliolules se referment la nuit (nyctinastie), mais aussi sous l'effet d'un contact (thigmonastie), caractéristiques que l'albizia partage avec d'autres membres de la sous-famille des Mimosoidées. Une étude de 1970 a montré que ce phénomène est dû à des variations de la pression de turgescence des cellules du pulvinus : un flux d'ions potassium quitte les cellules les plus ventrales, qui "dégonflent" du fait de la perte d'eau concomitante, et entre dans les cellules les plus dorsales, dont la pression de turgescence augmente. Cela provoque une fermeture côté ventral.

## Répartition et habitat
Selon POWO, l’aire d’origine d’Albizia julibrissin s’étend du Caucase, Iran jusqu’au Japon : Transcaucasie, Iran, Pakistan, Himalaya occidental, Inde, Bangladesh, Népal, Myanmar, Chine (Tibet, provinces du Centre-Sud, du Centre-Nord et de Sud-Est), péninsule de Corée, Japon.
L’espèce a été introduite en Amérique du Nord (Alabama, Californie, Illinois, Missouri, Floride, Nouveau-Mexique, Tennessee, Texas), Argentine du Nord-Est, Europe (Espagne, Bulgarie, Roumanie, Ukraine), Afrique du Sud (KwaZulu-Natal)Asie (Turquie, Caucase du Nord, Irak, Ouzbékistan, Turkménistan, Java). Elle s’est naturalisée dans ces pays.
Originaire de l'Asie, cet arbuste a été répandu par l'homme sur presque tous les continents au moins sous forme de plante ornementale.
Cette espèce se naturalise facilement et est aujourd'hui considérée comme une espèce envahissante,, au Japon ainsi que dans de nombreux états américains où elle a été déclarée indésirable (Alabama, Arizona, Arkansas, Californie, Caroline du Nord, Caroline du Sud, Delaware, Floride, Géorgie, Illinois, Indiana, Kentucky, Louisiane, Maryland, Mississippi, Missouri, New Jersey, New York, Nouveau-Mexique, Ohio, Oklahoma, Pennsylvanie, Tennessee, Texas, Utah, Virginie, Virginie-Occidentale). Albizia julibrissin colonise préférentiellement les zones perturbées (bords de route, friches…) mais aussi les zones boisées, notamment les zones ripariennes, alors qu'il se montre peu envahissant dans les zones de steppes.
Bien qu'un sol humide favorise l'installation des jeunes plants, les individus adultes sont assez résistants à la sécheresse. Ils préfèrent les sols siliceux et sont capables de pousser sur des sols très pauvres, voire infertiles, grâce à leur capacité à fixer le diazote de l'air. Les études menées en Corée sur l'adaptation de cette espèce au pH du sol ont révélé qu'elle supportait des pH variant de 5,7 à 7,9, mais des études menées aux États-Unis sur un site minier du Kentucky, où des albizias poussent sur des rejets de mine à faible pH, ont donné une fourchette variant de 4 à 7,1. La plupart des membres de cette espèce peuvent résister à des températures hivernales de −10 °C, voire −25 °C pour certains cultivars. Cependant, ils redoutent les gelées trop importantes et ont une croissance limitée par le froid, ce qui limite leur capacité à pousser en altitude ; aux États-Unis, on ne les trouve jamais au-dessus de 1 000 m. Les études de terrain ont montré qu'ils pouvaient pousser aussi bien sur sol plat que sur des pentes, parfois inclinées jusqu'à 90°. Intolérants à l'ombre, ils tolèrent cependant un ombrage partiel.

## Rôle écologique

### En tant que ressource alimentaire
Les fleurs d’Albizia julibrissin sont butinées pour leur nectar par des abeilles, des papillons, et des oiseaux-mouches. Les graines peuvent éventuellement être consommées par des oiseaux ou des écureuils. Le feuillage est parfois consommé par des herbivores sauvages tels que les cervidés. Des études ont montré que les feuilles ont une composition chimique et une digestibilité proches de celles de la luzerne (Medicago sativa), mais il semble en réalité que les animaux aient peu d'appétence pour cette nourriture, et aient tendance à choisir d'autres ressources si elles sont disponibles.

### En tant que cible de parasites et pathogènes
Le champignon Fusarium oxysporum f. perniciosum, présent en Grèce et aux États-Unis, provoque un dépérissement de l'arbre. Certains buprestes du genre Agrilus sont capables de miner le bois de cette espèce. Bruchidius terrenus est un coléoptère parasite de cet albizia présent à Taïwan et en Chine. Deux espèces de champignons, Heterosporium albizziae et Haploravenelia japonica, peuvent provoquer des taches brunes sur les feuilles. Une espèce non identifiée en 2010 de Fusicoccum provoque des chancres. Albizia julibrissin peut aussi subir les attaques d'un nématode, Meloidogyne incognita, au niveau des racines.

## Taxonomie et systématique

### Classification taxonomique
Selon les auteurs et la classification choisie, Albizia julibrissin peut être placé dans la famille des Mimosaceae ou dans celle des Fabaceae (voir notamment la taxobox).

### Noms vernaculaires
Le nom générique Albizia a été attribué en 1772 par le médecin et botaniste italien Antonio Durazzini en l'honneur du naturaliste florentin Filippo degli Albizzi, qui découvrit cet arbre lors d'une expédition à Constantinople et le rapporta en Europe en 1749.
L'épithète scientifique julibrissin est une corruption du mot persan « Gul-i Abrisham » (گل ابریشم), qui se traduit par « fleur à soie ». Albizia julibrissin est aujourd'hui appelé, en Iran, Shabkhosb (شب‌خسب), qui signifie « le dormeur de nuit ». Au Japon, l'arbre porte les noms de Nemunoki, Nenenoki ou Nemurinoki, qui signifient tous « arbre dormeur. » Aux États-Unis, on l'appelle par erreur Mimosa, ou plutôt pink mimosa, c'est-à-dire mimosa rose.

### Sous-espèces, variétés et cultivars

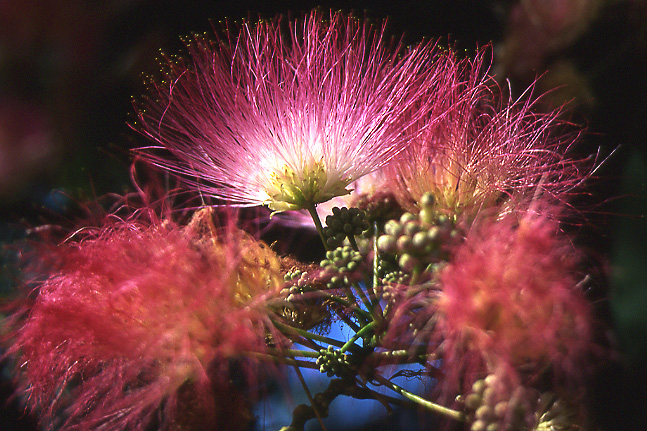
Albizia julibrissin f. rosea à fleur d'un rose plus vif que le type.

Plusieurs sous-espèces, variétés et formes ont été décrites.
Par exemple, Acacia mollis, décrit en 1831 par Nathaniel Wallich, a été désigné comme variété d’Albizia julibrissin sous le nom Acacia julibrissin var. mollis par George Bentham en 1844, puis comme sous-espèce sous le nom Albizia julibrissin ssp. mollis par Ali et Saeeda Quraishi en 1967. Certains auteurs reconnaissent cependant de nos jours ce taxon comme une espèce à part, Albizia mollis. La présence d'un duvet dense sur le calice et des foliolules plus larges (4 à 6 mm au lieu de 3 à 3,5) le différencient de l’espèce type,.
Il existe plusieurs variétés présentant des fleurs de couleur blanche, jaune, rose ou rouge. Certains cultivars diffèrent par la couleur des feuilles, tels le 'Summer Chocolate' à feuillage bronze, le 'Ishii Weeping' (ou 'Pendula') à port retombant ou le 'Ombrella' à port en parasol.
- Fleurs roses ou rouges
  - 'Athens County' - Fleurs roses. Moins résistant au froid.
  - 'Boubri' ('Ombrella', 'Umbrella') - Fleurs rose soutenu. Port étalé hauteur 8-12 m pour 6-10 m de large. Feuilles vert foncé. Bien résistant au froid (zone 7a).
  - 'Charlotte' - Fleurs roses.
  - 'Cyrano' - Fleurs roses
  - 'Ernest Wilson' ('E.H.Wilson', 'Rosea') - Fleurs rose foncé. Hauteur 3-4,5 m. (zone 5b).
  - 'Fan Silk Flame' ('Fan Silk', 'Flame', 'Red Silk') - Fleurs rouges, très nombreuses.
  - 'Pourprey' - Fleurs rose-rouge brillant.
  - 'Rouge d'été' - Fleurs rouge foncé. Reste assez petit avec un port arbustif.
  - 'Roxane' - Fleurs roses
  - 'Tropical Dream' - Fleurs rose brillant très nombreuses. Bien résistant au froid (zone 6b).
  - 'Union' - Fleurs roses
  - f. rubra ('Red Silk', 'Red Silk Tree')- Fleurs rose-rouge à rouges. Hauteur 5-7 m. Bien résistant au froid.
    - 'Pompadour' - Fleurs rouges bien parfumées. Hauteur 6-8 m. Très résistant au froid (zone 5b).
    - 'Rouge de Tuilière' - Fleurs rouge vif. Très résistant au froid.
- Fleurs jaunes ou blanches
  - 'Tinkle Bell's' - Fleurs crème. Port étalé.
  - f. alba ('Alba') - Fleurs crème. Port étalé. (zone 6b).
- Feuilles pourpres
  - 'Celine Pennincks' - Feuilles pourpre foncé, vert foncé en fin d'été.
  - 'Merlot Majik' - Feuilles pourpre foncé, la couleur reste stable en été.
  - 'New Purple' - Feuilles pourpre et bronze. Fleurs rouge intense.
  - 'Summer Chocolate' - Feuilles rouge-pourpre foncé. Fleurs rose pâle.
  - 'Tyron' ('Evi's Purple') - Feuilles rouge-pourpre foncé. Fleurs rose pâle. Très résistant au froid (zone 3b).
- Port retombant
  - 'Pendula' ('Ishii Weeping') - Port pleureur. Fleurs rose-rouge. Hauteur 2,5-3 m. (zone 6).
  - 'Shidare' - Port pleureur.
- Autres
  - 'Unryu' - Rameaux tortueux.

## Place dans la société

### Histoire

#### Arrivée de la plante en Occident
Cette espèce fut introduite en Europe en 1749 par le naturaliste florentin Filippo degli Albizzi qui découvrit cet arbre lors d'une expédition à Constantinople. Introduit quelques années plus tard en France, il est d'abord planté et cultivé en serre chaude, et ce n'est qu'en 1804 qu'une tentative de culture en plein air au Jardin des plantes de Paris eut lieu.

#### Naturalisation aux États-Unis
De nombreuses sources secondaires indiquent l'introduction de l’Albizia julibrissin comme plante ornementale aux États-Unis en 1745, mais sans sources primaires. Les documents primaires semblent montrer qu'elle aurait plutôt eu lieu en 1785, avec une première mise en vente publique en 1807. Les premières naturalisations documentées pour cette espèce datent des années 1950, en Géorgie et en Illinois, puis vient le tour de la Caroline du Sud dans les années 1970, de Washington DC et de la Californie dans les années 1990, du Connecticut dans les années 2000. Dans les années 2010, l’Albizia julibrissin est présent dans tout le sud des États-Unis et à l'est, son aire de répartition remonte vers le nord aussi haut que l'état de New-York et le Massachusetts,. Il est déclaré "très commun" en Alabama.

### Utilisations

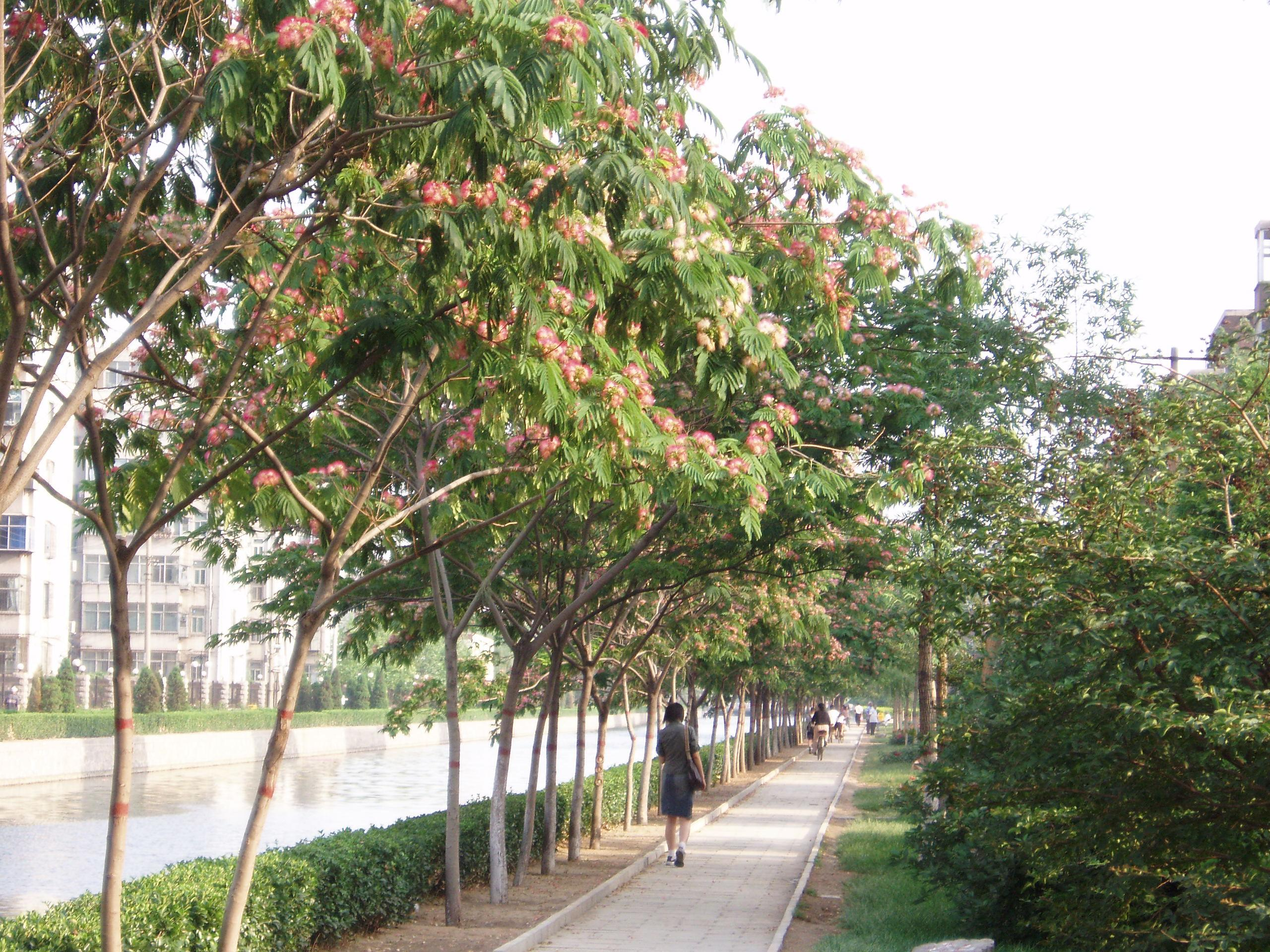
Le port étalé de l'arbre à soie, ici utilisé comme plante d’alignement, permet d’ombrager cette promenade.

L'arbre à soie est largement utilisé comme plante ornementale en raison de sa belle floraison, de son feuillage léger et de son port étalé qui fournit de larges zones d'ombre. Il est planté dans les jardins et les parcs, mais aussi comme plante d'alignement en milieu urbain. Il est en effet adapté à des sols compacts et secs souvent présents dans l'espace urbain.
Son écorce est utilisée en cosmétique dans la composition de raffermissants de la peau,
L'écorce est utilisée pour traiter les ecchymoses et comme vermifuge[réf. nécessaire].
Différentes études ont démontré que des extraits de cette plante ont une action psychotrope liée au système sérotoninergique. Une étude coréenne sur des rats a démontré qu'un extrait aqueux d'écorce de tronc a une action anxiolytique. Une autre étude, réalisée elle aussi en Corée, a montré qu'un extrait réalisé avec du dichlorométhane comme solvant avait une activité antidépressive sur les souris.

### Dans la culture
Certaines formes d’Albizia, dont Albizia julibrissin f. rosea, sont également utilisées dans la réalisation de bonsaïs.
Dans les haïkus japonais, l'usage de « mots de saison » (kigo), souvent tirés de la nature et liés à une symbolique saisonnière, est très important. Albizia julibrissin, appelé nemunoki (合歓木), nemutagi, nebutagi, neburinoki ou neburiko, est un kigo lié à la symbolique de l'été et véhiculant l'idée de joie ou d'allégresse (歓喜), mais aussi, selon les dialectes, de sommeil ou de torpeur (眠) les soirs d'été. C'est dans ce second sens que ce kigo a été utilisé pour la première fois dans un haïku de 1711, ainsi que par d'autres haïkistes célèbres tels que Man'yōshū, Matsuo Bashō, Yosa Buson ou Hekigotō Kawahigashi.